# Edgar Mayer

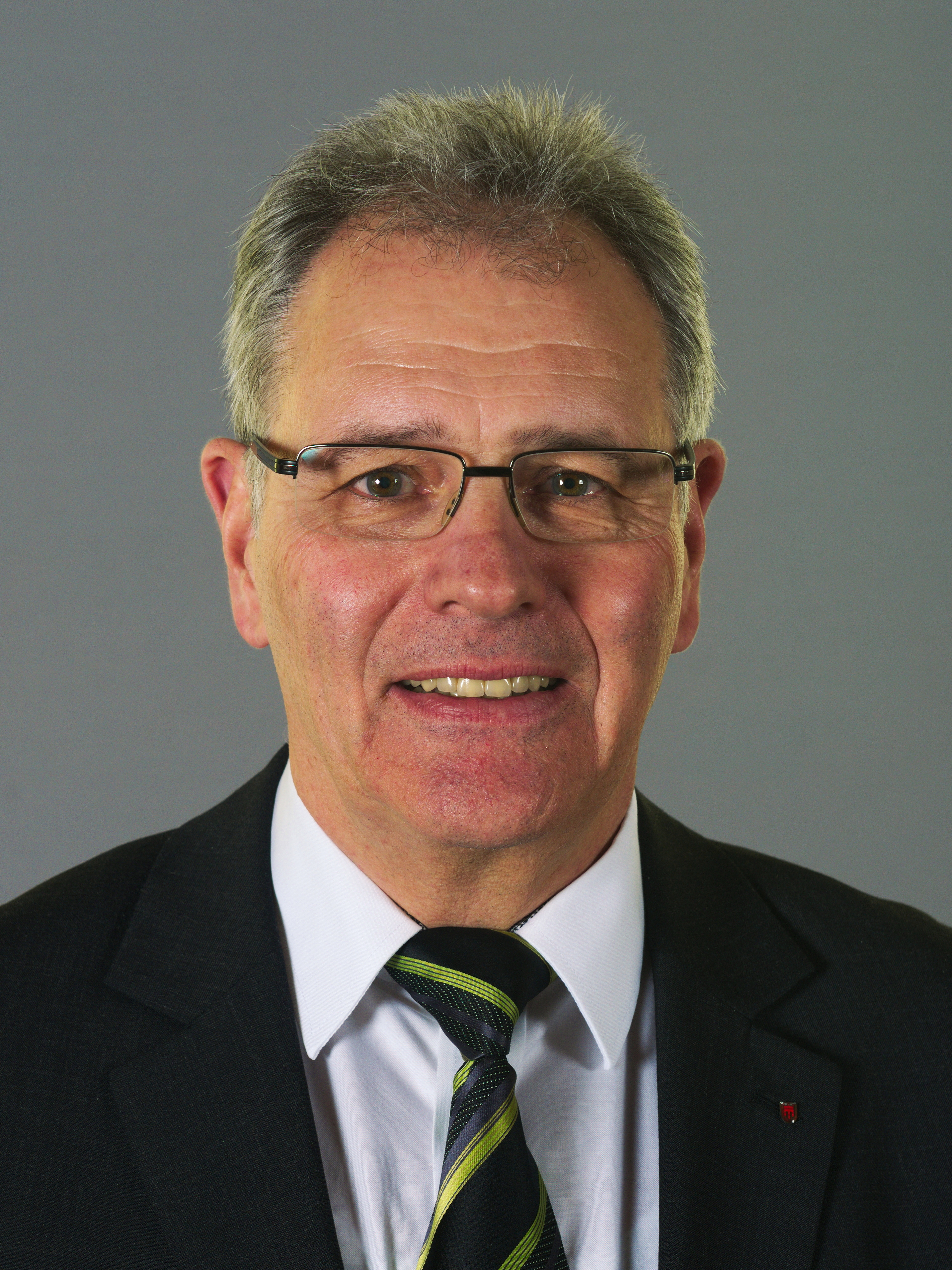
Edgar Mayer (2017)

Edgar Mayer (* 18. Oktober 1953 in Feldkirch) ist ein ehemaliger österreichischer Politiker (ÖVP). Mayer war von 2004 bis 2018 aus dem Bundesland Vorarlberg entsandtes Mitglied des österreichischen Bundesrates. In der ersten Jahreshälfte des Jahres 2013 sowie in der zweiten Jahreshälfte 2017 war Edgar Mayer dabei jeweils Präsident des Bundesrats.

## Beruflicher und privater Werdegang
Mayer besuchte von 1967 bis 1970 die Handelsschule. Danach war er als Kaufmann beschäftigt. Im Jahr 1972 begann Edgar Mayer seinen Präsenzdienst und schloss sich anschließend von 1973 bis 1974 im Rahmen seines Dienstes beim österreichischen Bundesheer den Friedenstruppen der Vereinten Nationen in Zypern an.
Ab dem Jahr 1974 besuchte Mayer die Polizeischule in Wien und arbeitete anschließend bis 1983 als Beamter der Stadtpolizei Feldkirch im Exekutivdienst. Seit 1983 war Edgar Mayer Gemeindebediensteter bei der Stadtgemeinde Feldkirch, wobei er bis 1995 in der Gebäude- und Liegenschaftsverwaltung, von 1995 bis 1998 als Leiter der Abteilung Soziales und Wohnen, von 1998 bis 2003 als Leiter des Bürgerservice, von 2003 bis 2006 als Leiter des Büros für Ehrenamt und von 2006 bis 2010 als Projektleiter im Strategie- und Projektmanagement tätig war.
Mayer ist verheiratet, Vater von zwei Kindern und wohnhaft in Feldkirch.

## Politische Karriere

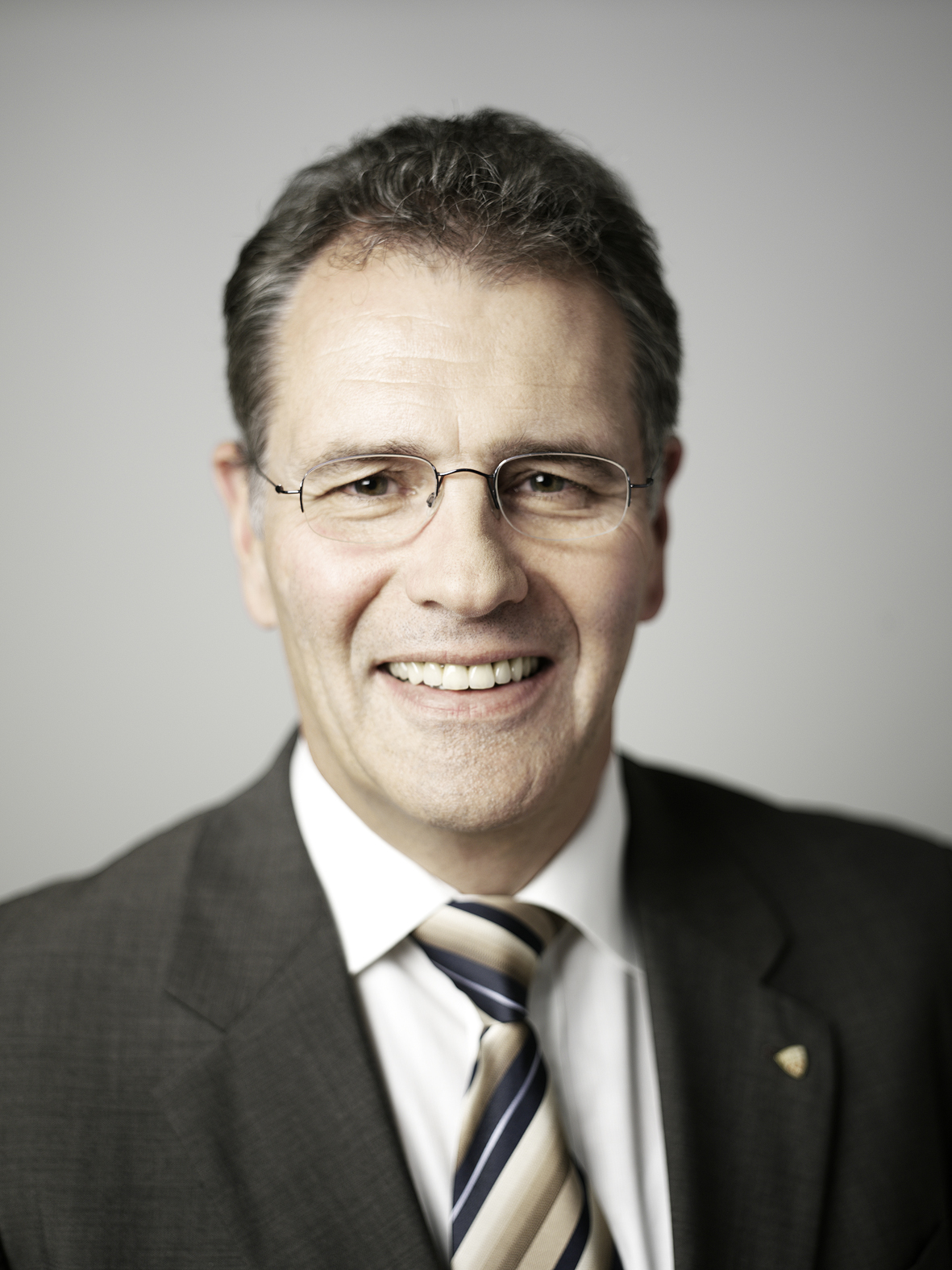
Edgar Mayer (2010)

1992 wurde Edgar Mayer zum Obmann des ÖAAB Feldkirch gewählt, einer Teilorganisation der ÖVP. Bereits 1997 wurde Mayer Landesobmann der Gewerkschaft der Gemeindebediensteten in Vorarlberg. Von 2003 bis 2012 war Mayer sowohl Landesobmann-Stellvertreter des ÖAAB Vorarlberg, des ÖGB Vorarlberg wie auch Landesobmann der Fraktion Christlicher Gewerkschafter. Von 2011 bis 2015 war er Vizepräsident der Vorarlberger Arbeiterkammer, von 2012 bis 2018 war er Landesobmann des ÖAAB Vorarlberg. Beim Landesparteitag der Vorarlberger Volkspartei am 9. Mai 2015 wurde Mayer zu einem der Stellvertreter des Landesparteiobmanns gewählt.
Nach der Landtagswahl in Vorarlberg 2004 entsandte der neugewählte Vorarlberger Landtag Edgar Mayer als Bundesrat ins österreichische Parlament, ebenso nach der Landtagswahl 2009. In der ersten Jahreshälfte 2013 sowie vier Jahre später in der zweiten Jahreshälfte 2017 bekleidete Mayer in der Folge das Amt des Bundesratspräsidenten, das alternierend jedes halbe Jahr parallel zum Vorsitz bei der Landeshauptleutekonferenz unter den Bundesländern wechselt.
Ab 1. Jänner 2018 war Edgar Mayer Vorsitzender der Bundesratsfraktion der ÖVP, im Mai 2018 wurde Karl Bader zum Nachfolger für den Fraktionsvorsitz ab 1. Oktober 2018 gewählt. Edgar Mayer selbst schied mit 30. September 2018 aus dem Bundesrat aus, seine Nachfolgerin als vom Vorarlberger Landtag entsandtes Mitglied des Bundesrats wurde Martina Ess.

## Auszeichnungen
- 2018: Großes Goldenes Ehrenzeichen mit dem Stern für Verdienste um die Republik Österreich[3]